# Aquariumvis
Een aquariumvis is een vis die goed gedijt in een aquarium. Op zich kunnen de meeste vissen gehouden worden in een aquarium, maar er zijn vissen die beter passen en kunnen in een thuisaquarium.
Er zijn verschillende onderverdelingen. De belangrijkste twee zijn zoetwateraquariumvissen en de zoutwateraquariumvissen. Vervolgens wordt er een onderscheid gemaakt tussen koudwateraquariumvissen en tropische aquariumvissen.
Veel van de algemene en exotische aquariumvissen worden speciaal gekweekt, maar ze worden ook wel gewoon in het 'wild' gevangen. Bij sommige vissen is dat laatste de aangewezen manier, omdat ze in gevangenschap moeilijk voortplanten.
Daarnaast zijn er ook genetisch gemanipuleerde aquariumvissen in de handel. Een bekend voorbeeld is de gloeivis, een zebravis waar men een gen van koraaldieren heeft ingeplant waardoor het visje lichtgevend is geworden.

## Enkele populaire aquariumvissen
- algeneter
- bronzalm
- clownbotia
- diepzalm
- discusvis
- gloeivis
- goerami
- goudvis
- guppy
- kardinaaltetra
- kegelvlek
- kempvis
- maanvis
- neontetra
- platy
- stekelbaars
- sumatraan
- zebravis
- zwaarddrager